# Cheiloneurus flaccus
Cheiloneurus flaccus är en stekelart som först beskrevs av Walker 1847.  Cheiloneurus flaccus ingår i släktet Cheiloneurus och familjen sköldlussteklar. Inga underarter finns listade i Catalogue of Life.

## Bildgalleri

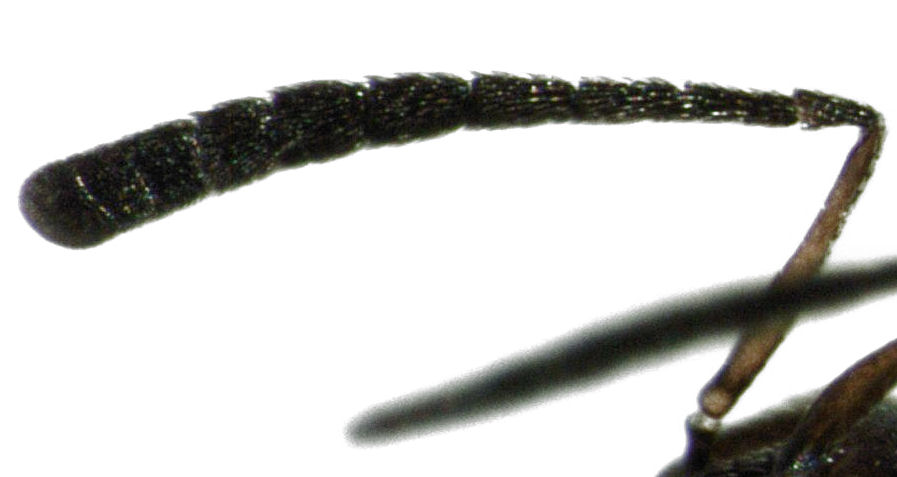
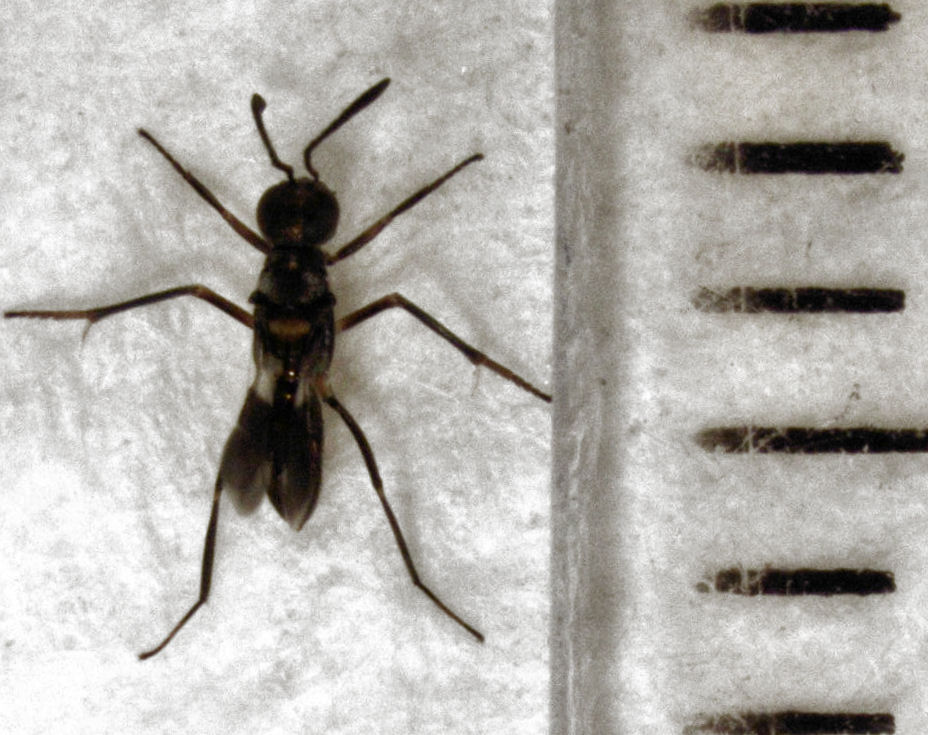
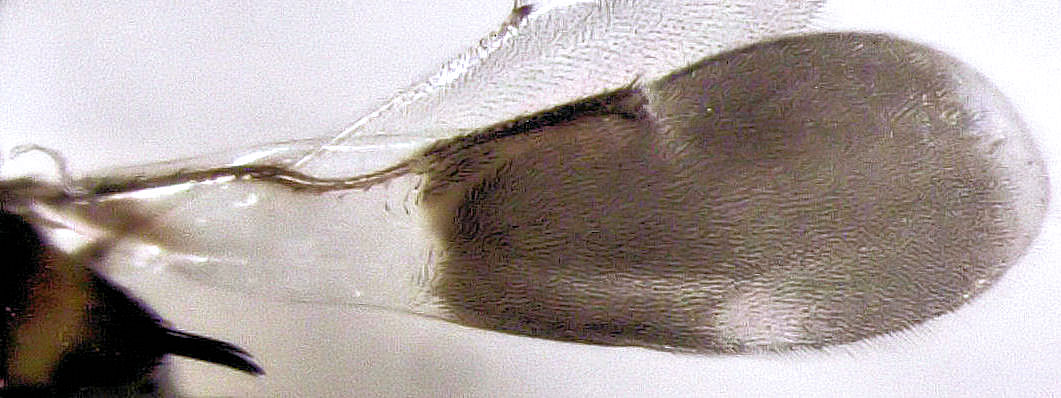
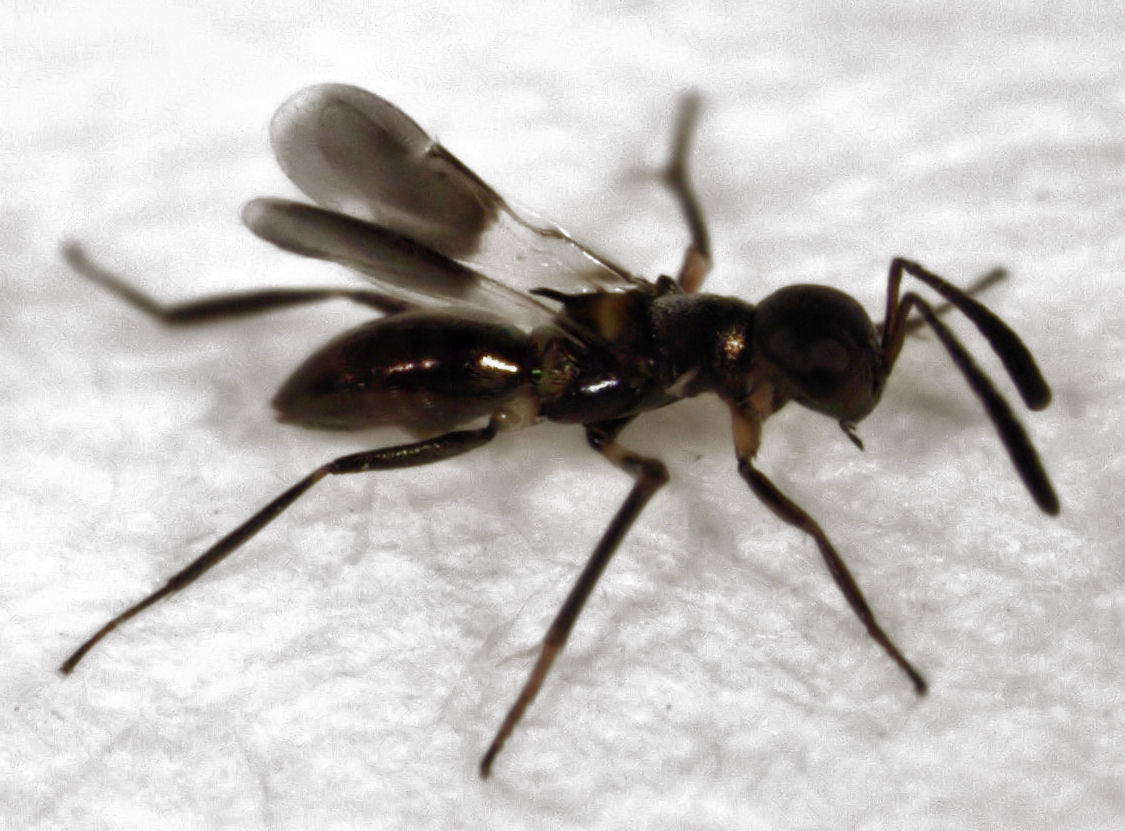